# Лі Фен'їн
Лі Фен'їн (23 січня 1975) — тайванська важкоатлетка.
Срібна призерка Олімпійських Ігор 2000 року в напівлегкій вазі.